# Димо Райков
Димо Райков е български писател.
Роден е на 31 юли 1954 година в Малко Търново. Завършва българска филология във Великотърновския университет.
След дипломирането си работи като редактор в разни медии. Автор е на няколко романа и сборници с разкази.